# 각섬석

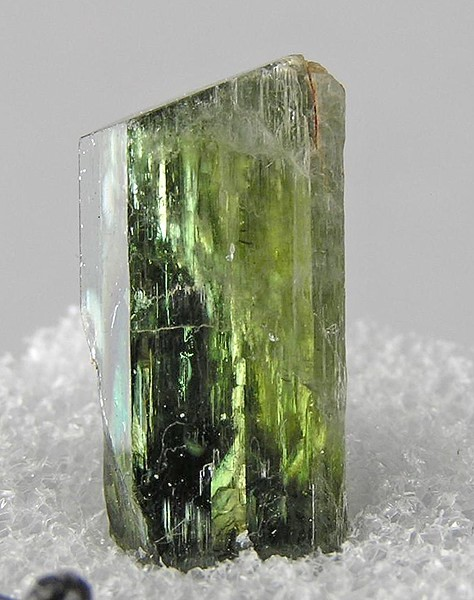
투섬석에 속하는 각섬석

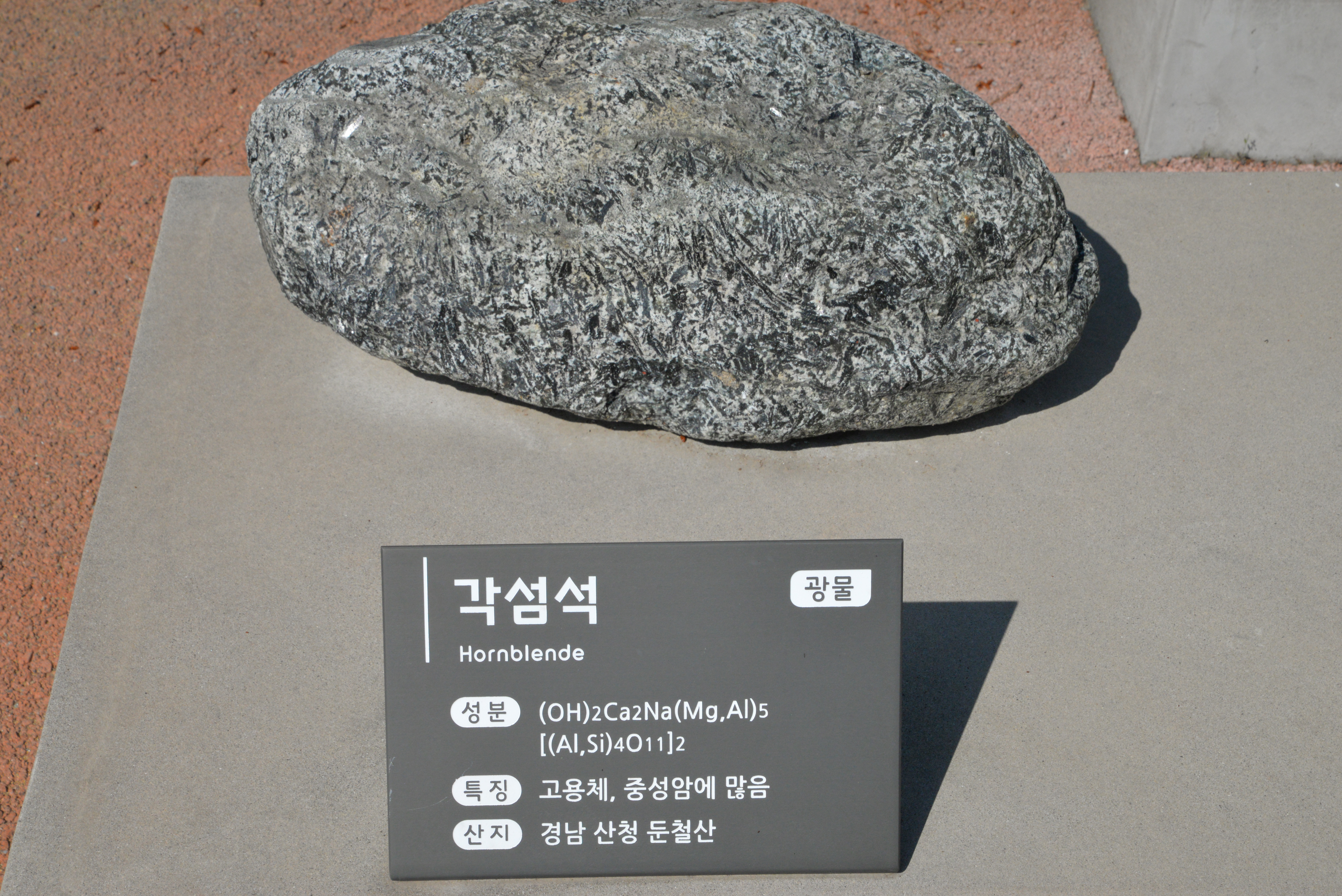
각섬석, 경상남도 산청군 둔철산

각섬석(角閃石, amphibole)은 유색 조암광물의 주용한 광물 그룹이다. 이중사슬구조를 보이며 철과 마그네슘 이온이 두 사슬을 결합시키고 있다. 화학 성분과 물리적인 성질은 휘석과 굉장히 비슷하여 정계에 따라 크게 3가지로 구분된다. 각섬석과 휘석의 가장 큰 차이점은 각섬석은 첫째로, 수산화이온을 가지고 있다는 점과, 둘째로 기본 결정구조가 이중사슬구조라는 것이다. 휘석은 단일 사슬 구조를 이루고 있다. 원자 규모의 결정구조의 차이는 거대 규모에서 쪼개짐 면 사이의 각도 차이로 나타난다. 각섬석은 120도 가량의 기울어진 쪼개짐 면을 보이는 반면, 휘석의 쪼개짐 면은은 거의 수직으로 만난다. 각섬석은 또한 휘석에 비하여 밀도가 가벼우며 소광이 일어나는 대칭면의 각도가 더 크기 때문에 박편현미경 하에서는 다색성이 더 강하게 나타난다. 각섬석은 각섬암의 주요 구성 광물이다.
각섬석은 화강암, 섬록암, 안산암과 같은 화성암에서 발견된다. 또한 석회암이 접촉변성작용을 받아서 생기는 트레몰라이트나 오자이트같은 다른 철-마그네슘광물이 변성작용을 받아 생기기도 한다. 휘석을 닮은 각섬석의 가정은 우랄라이트로 알려져있다.

## 곱돌
각섬석은 곱돌로 알려져 있으며, 돌그릇을 만드는데 사용된다. 전북 장수에 곱돌이 생산되어 돌그릇 공장이 있다.

## 같이 보기
- 광물 목록